# جبريل بودري
جبريل بودري هو مجدف كندي، ولد في 1 أغسطس 1927 في أوتاوا في كندا، وتوفي في 19 سبتمبر 2009.

## وصلات خارجية
- جبريل بودري على موقع الاتحاد الدولي للتجديف (الإنجليزية)
- جبريل بودري على موقع أوليمبيديا (الإنجليزية)